# Halleorchis
Halleorchis là một chi phong lan (họ Orchidaceae) thuộc phân họ Orchidoideae.